# Hořenice (Chbany)
Hořenice (německy Horschenitz) je malá vesnice, část obce Chbany v okrese Chomutov. Nachází se asi 6,5 km na západ od Chban. Hořenice leží v katastrálním území Poláky o výměře 8,83 km².

## Název
Název vesnice je odvozen z mužského jména Hořen, a znamená tedy ves Hořeniců. V historických pramenech se jméno vesnice objevuje ve tvarech: in Horzienyczich (1410), Horzenicz (1487), na Hořenících (1603), Rozženicze (1629), Harschenitz (1676), Harschonitz (1787) nebo Horschenitz (1846).

## Historie
Na severovýchodním okraji osady byla povrchovými sběry keramiky doložena existence sídliště z mladší až pozdní doby hradištní. První písemná zmínka o vesnici pochází z roku 1391, kdy od Anny z Hořenic koupili její zdejší dědictví bratři Heřman a Jan. Další dochované informace jsou až ze šestnáctého století, kdy část vesnice patřila městu Kadaň a zbytek vlastnili příslušníci rodu Strojetických ze Strojetic, jejichž podíl získal nejpozději v roce 1589 Jan Šanovec ze Šanova. Po jeho smrti v roce 1605 majetek zdědili synové Kryštof a Jáchym. K jejich panství patřila také Nová Víska, kterou bratři roku 1612 prodali Oldřichu Hrobčickému z Hrobčic. Některý ze Šanovců v Hořenicích založil tvrz připomínanou poprvé v roce 1628, kdy už vesnice patřila k poláckému panství v majetku Štampachů ze Štampachu. Součástí tohoto panství, které v roce 1629 Zdeslav ze Štampachu prodal Jindřichu Šlikovi, Hořenice už zůstaly až do zrušení poddanství. Samotná tvrz byla poničena během třicetileté války a postupně zanikla. Do dvacátého století se z ní dochovala pouze část vodního příkopu, ale nakonec zanikla i ta.
Po bitvě na Bílé hoře byl zkonfiskován kadaňský majetek v Hořenicích a konfiskát roku 1623 koupil císařský rada A. Šmíd ze Šmídbachu. V berní rule z roku 1654 byla ves rozdělena do dvou statků. První patřil k panství Poláky. Žil v něm jeden sedlák a pět chalupníků, kteří dohromady chovali deset krav, tři jalovice, šestnáct ovcí, 23 prasat a jednu kozu. Druhý statek patřil k velemyšleveskému panství chomutovských jezuitů. Na jejich majetku žil sedlák a dva chalupníci, kteří měli dohromady dvě krávy, čtyři jalovice, dvě ovce a tři prasata. Oba statky byly spojeny do jednoho po zrušení jezuitského řádu v roce 1773. Obci v té době patřil výtažný rybník a polovina luk.
Na přelomu osmnáctého a devatenáctého století se u Hořenic těžilo malé množství hnědého uhlí (50–200 tun ročně). Kromě něj se na výchozu uhelné sloje dolu společnosti Saxonia dobývala nekvalitní pyritová železná ruda v množství přes jednu tunu za rok. Větším podnikem byl až důl Alois otevřený v roce 1804 knížetem Windischgrätzem. Důl vystřídal několik majitelů a s přestávkami fungoval až do roku 1914. Uhlí se těžilo v hloubce dvacet až padesát metrů ze dva metry mocné sloje. Velké množství důlní vody odváděly dvě štoly dlouhé 450 a 600 metrů směrem k západu a jihozápadu. Průměrná roční těžba dosahovala až pěti tisíc tun a celková se odhaduje na 200 tisíc tun uhlí. Druhým dolem západně od vesnice byl v letech 1873 až 1880 důl Antonín. Jeho celková produkce nekvalitního uhlí z hloubky až dvacet metrů dosáhla necelých 20 tisíc tun.

## Obyvatelstvo
Nejvíce obyvatel – sto osm – měla vesnice při sčítání lidu v roce 1900. Vylidňovat se začala už před druhou světovou válkou, kdy zde počet obyvatelstva poklesl ve srovnání s počátkem století o více než polovinu (osmačtyřicet lidí v roce 1930).
Při sčítání lidu v roce 1921 zde žilo 71 obyvatel (z toho třicet mužů), z nichž bylo devatenáct Čechoslováků a 52 Němců. Kromě jednoho evangelíka patřili k římskokatolické církvi. Podle sčítání lidu z roku 1930 měla vesnice 48 obyvatel: 26 Čechoslováků, dvacet Němců a dva cizince. S výjimkou jednoho evangelíka a pěti lidí bez vyznání se hlásili k římskokatolické církvi.
|                                                                         | 1869 | 1880 | 1890 | 1900 | 1910 | 1921 | 1930 | 1950 | 1961 | 1970 | 1980 | 1991 | 2001 | 2011 | 2021 |
| ----------------------------------------------------------------------- | ---- | ---- | ---- | ---- | ---- | ---- | ---- | ---- | ---- | ---- | ---- | ---- | ---- | ---- | ---- |
| Obyvatelé                                                               | 82   | 98   | 105  | 108  | 80   | 71   | 48   | 24   | 26   | 30   | 8    | 7    | 9    | 9    | 8    |
| Domy                                                                    | 10   | 11   | 11   | 11   | 11   | 9    | 9    | 10   | —    | 3    | 2    | 3    | 5    | 5    | 5    |
| Počet domů z roku 1961 je zahrnut v celkovém počtu domů vesnice Poláky. |      |      |      |      |      |      |      |      |      |      |      |      |      |      |      |

## Obecní správa
Po zrušení poddanství se Hořenice v roce 1850 staly samostatnou obcí. Zůstaly jí jen krátkou dobu, protože v roce 1869 již byly osadou obce Poláky, s níž byly od 1. ledna 1981 připojeny jako část obce ke Chbanům. Až do roku 1960 se nacházely v okrese Kadaň a teprve v roce 1961 byly při reorganizaci územní správy převedeny do okresu Chomutov.